# Internationaler Kongress für Genealogie und Heraldik
Der Internationale Kongress für Genealogie und Heraldik ist eine alle zwei Jahre stattfindende internationale Veranstaltung des Permanent Bureau of the International Congresses of Genealogical and Heraldic Sciences der Académie internationale d’héraldique über genealogische und heraldische Belange. Die präsentierten Beiträge der Vortragenden erscheinen nach dem Kongress in einer Publikationsschrift.

## Liste
Die Académie internationale d’héraldique führt auf ihrer Website alle bisher abgehaltenen Kongresse inklusive einer Übersicht der in den folgenden Publikationen enthaltenen Titel an.
Bisher fanden folgende Kongresse statt:
| Nr.    | Ort        | Titel | Jahr                       |
| ------ | ---------- | --- | -------------------------- |
| I      | Barcelona  | | 1929                       |
| II     | Rom/Neapel | | 1953                       |
| III    | Madrid     | | 1955                       |
| IV     | Brüssel    | | 1958                       |
| V      | Stockholm  | | 1960                       |
| VI     | Edinburgh  | | 1962                       |
| VII    | Den Haag   | | 1964                       |
| VIII   | Paris      | | 1966                       |
| IX     | Bern       | | 1968                       |
| X      | Wien       | | 1970                       |
| XI     | Liège      | | 1972                       |
| XII    | München    | | 1974                       |
| XIII   | London     | | 1976                       |
| XIV    | Kopenhagen | | 1980                       |
| XV     | Madrid     | | 1982                       |
| XVI    | Helsinki   | | 1984                       |
| XVII   | Lissabon   | | 1986                       |
| XVIII  | Innsbruck  | | 1988                       |
| XIX    | Keszthely  | | 1990                       |
| XX     | Uppsala    | | 1992                       |
| XXI    | Luxemburg  | | 1994                       |
| XXII   | Ottawa     | | 1996                       |
| XXIII  | Turin      | | 1998                       |
| XXIV   | Besançon   | | 2000                       |
| XXV    | Dublin     | | 2002                       |
| XXVI   | Bruges     | | 2004                       |
| XXVII  | St Andrews | Genealogica et Heraldica: Sancta Andreae MMVI, Myth and Propaganda in Heraldry and Genealogy                                                                  | 21. bis 26. August 2006    |
| XXVIII | Québec     | The Meeting of Two Worlds, Quest or Conquest. | 23. bis 27. Juni 2008      |
| XXIX   | Stuttgart  | Identity in Genealogy and Heraldry. | 12. bis 17. September 2010 |
| XXX    | Maastricht | Frontiers in Genealogy and Heraldry. | 24. bis 28. September 2012 |
| XXXI   | Oslo       | Influence on Genealogy and Heraldry of Major Events in the History of a Nation.                                                                               | 13. bis 17. August 2014    |
| XXXII  | Glasgow    | Origins and Evolution | 10. bis 14. August 2016    |
| XXXIII | Arras      | Genealogy and Heraldry, between War and Peace | 2. bis 5. Oktober 2018     |
| XXXIV  | Madrid     | Estructuras Sociales y su Manifestación a Través de la Genealogía y la Heráldica”[= Social structures and their manifestation through Genealogy and Heraldry] | 20. bis 23. Oktober 2021   |
| XXXV   | Cambridge  | Reformation, Revolution, Restoration | 15. bis 19. August 2022    |
| XXXVI  | Boston     | Origins, Journeys, Destinations | 24. bis 28. September 2024 |